# Héctor Cantolla
Héctor Cantolla Ocejo (Santurce, Vizcaya, 11 de junio de 1946) es un actor de doblaje español.

## Biografía
Es oriundo de Laredo, Cantabria. En el año 1969, gracias a su labor de locutor de radio, recibe una llamada de un estudio de doblaje para efectuar una prueba en doblaje, ya que su voz interesaba para la industria del doblaje. Al efectuar la prueba —en la que doblaba a Maximilian Schell en la película Simón Bolívar—, se incorporó a la profesión. Desde entonces, se ha convertido en una de las voces más emblemáticas del panorama español, gracias a su voz grave y buena interpretación, sirviendo para tipos duros y galanes. Entre sus doblajes más conocidos en cine, se pueden encontrar Robert Duvall en Apocalypse Now, Marlon Brando en Superman: The Movie, Arnold Schwarzenegger en Depredador, Alan Rickman en Die Hard, Gary Cooper en Por quién doblan las campanas, Mel Gibson en Mad Max 2 y Mad Max 3; William Hurt en Fuego en el cuerpo, Kurt Russell en 1997: rescate en Nueva York, Stacy Keach en American History X, Paul Newman en Slap Shot, Gabriel Byrne en Excalibur, entre otros. Para televisión, fue la voz de Kabir Bedi en Sandokán, de Robert Foxworth en Falcon Crest o de Stacy Keach en Mike Hammer, también realizó trabajos de doblaje para series de animación, poniendo voz, por ejemplo, al personaje de Grim (personaje de The Grim Adventures of Billy and Mandy) en Las macabras aventuras de Billy y Mandy o al viejo Bruce Wayne en la serie Batman del futuro. 
Además, también se volvió en una de las voces más recurrentes de la profesión. Con más de 50 años en la profesión, ha doblado a muchísimos actores: Gary Cooper, Paul Newman, Burt Reynolds, Chuck Norris, Terence Hill, Roger Moore, Stacy Keach, Kabir Bedi, Alan Rickman, Marlon Brando, James Caan, James Brolin, Brendan Gleeson, Charles Bronson, Keith Carradine, Michael Clarke Duncan, Michael Caine, Clint Eastwood, William Hurt, Michael Gambon, Michael Ironside, Kris Kristofferson, y un largo etc. Conoció personalmente a Terence Hill, Kabir Bedi y a Robert Foxworth, y todos ellos lo felicitaron por su labor doblándolos. Un papel que lo impactó fue doblar a Gregory Peck en Los niños del Brasil, por la composición del personaje que hizo este actor.[cita requerida] Ha doblado más de 10 000 películas. 
También ha hecho su incursión como actor de imagen en películas como Como un relámpago o Brácula: Condemor II.

## Filmografía
| Año       | Película                                      | Personaje            |
| --------- | --------------------------------------------- | -------------------- |
| 1997      | Condemor 2: Bracula                           | Conde Dracula        |
| 1997      | La princesa cisne II: El secreto del castillo | Knuckles             |
| 1999-2001 | Batman del Futuro (serie TV)                  | Bruce Wayne          |
| 2000      | Batman del futuro:el regreso del Joker"       | Bruce Wayne          |
| 2006      | Cars                                          | Sven "El Governator" |
| 2007      | Ratatouille                                   | Auguste Gusteau      |
| 2007      | Encantada: La historia de Giselle             | Jefe de banda        |
| 2008      | El origen de la sirenita                      | Ray-Raya             |